# Australian Open 2018/Quadeinzel
Das Quadeinzel (Rollstuhl) der Australian Open 2018 war ein Rollstuhltenniswettbewerb in Melbourne und fand vom 24. bis zum 27. Januar statt.
Vorjahressieger war Dylan Alcott.

## Setzliste
| Nr. | Spieler          | Erreichte Runde |
| --- | ---------------- | --------------- |
| 01. | David Wagner     | Finale          |
| 02. | Andrew Lapthorne | Gruppenphase    |

## Ergebnisse
Zeichenerklärung
- Q = Qualifikant
- WC = Wildcard
- LL = Lucky Loser
- ITF = qualifiziert über ITF-Ranking
- ALT = alternate (Ersatz)
- PR = Protected Ranking
- SE = Special Exempt
- r = retired (Aufgabe)
- d = Disqualifikation
- w.o. = walkover
- [ ] = Match-Tie-Break

Finale
|  | Finale |              |    |   |  |
|  |        |              |    |   |  |
|  | 1      | David Wagner | 61 | 1 |  |
|  |        | Dylan Alcott | 7  | 6 |  |
|  |        |              |    |   |  |

Gruppenspiele
|    |                  | Wagner         | Alcott         | Davidson | Lapthorne | Round Robin S-N | Sätze S-N | Spiele S-N | Pos. |
| 1  | David Wagner     |                | 6:4, 6:74, 6:4 | 6:3, 6:2 | w.o.      | 3:0             | 4:1       | 30:20      | 1    |
|    | Dylan Alcott     | 4:6, 7:64, 4:6 |                | 6:2, 6:0 | 6:1, 6:0  | 2:1             | 5:2       | 39:21      | 2    |
| WC | Heath Davidson   | 3:6, 2:6       | 2:6, 0:6       |          | 6:2, 6:1  | 1:2             | 2:4       | 19:27      | 3    |
| 2  | Andrew Lapthorne | w.o.           | 1:6, 0:6       | 2:6, 1:6 |           | 0:3             | 0:4       | 4:24       | 4    |